# Station Åsåker
Station Åsåker is een spoorweghalte in Åsåker in de gemeente Asker in Viken  in  Noorwegen. De halte ligt aan de Spikkestadlijn. 
Oorspronkelijk lag het station aan Drammensbanen. Sinds de bouw van de Lieråsentunnel en de verlegging van Drammenbanen ligt Åsåker aan de Spikkestadlijn. De halte werd alleen bediend op verzoek. In 2012 werd Åsåker gesloten voor personenvervoer.